# フランス人の一覧
フランス人の一覧（フランスじんのいちらん）はフランス出身者､フランス国籍を持つ人物についての人名記事を名の50音順に配列したものである。ただし、分野別のフランス人の一覧記事に載っている人物を除く。

## 分野別のフランス人の一覧記事
- フランス君主一覧
- フランスの首相
- フランス革命関連人物一覧
- フランス文学
  - フランスの小説家一覧
  - フランスの詩人一覧
- フランス現代思想#フランス現代思想家
- フランス6人組
- 社会学者の一覧#フランス
- フランスのサッカー選手一覧
- フランスのバスケットボール選手一覧
- 騎手一覧#フランス

## 50音順フランス人の一覧

### ア行
ア
- イザベル・アジャーニ  - 女優
- シャルル・アズナブール - シャンソン歌手、俳優。アルメニア系。
- ブライム・アスロウム - プロボクサー。オリンピック金メダリスト。アルジェリア系。
- エドゥアール＝アンリ・アヴリル - 画家、芸術家
- ファニー・アルダン - 女優
- アルレッティ  - 女優
- ジャン・アレジ - 元F1ドライバー。レーシングドライバー。イタリア系。
- ジャック・アンクティル - 自転車プロロードレース選手
- ステファン・アンティガ - バレーボール選手

イ
- ジャン＝イヴ・ベジオ - 論理学者

ウ
- ジャン＝ピエール・ウーダン - 建築家
- ルイ・ヴィトン - ファッションデザイナー
- アンドレ・ヴェイユ - 数学者
- シモーヌ・ヴェイユ - 哲学者
- ジャンヌ・ウェバー - シリアルキラー
- レオンス・ヴェルニー - 日本において横須賀造兵廠等の近代施設の建設を指導したフランス人技術者
- ジュール・ヴェルヌ - 作家
- ポール・ヴェルレーヌ - 詩人
- エマニュエル・ウンガロ - ファッションデザイナー
- ギャスパー・ウリエル - 俳優

エ
- マルセル・エイメ - 作家
- アヌーク・エーメ - 女優
- オーギュスト・エスコフィエ - フランス料理のシェフ
- ギュスターヴ・エッフェル - 建築家
- ミシェル・エリアス（フランス語版） - 俳優・歌手

オ
- ミシェル・オークレール - ヴァイオリン奏者
- ミシェル・オークレール (俳優) - 俳優
- ダニエル・オートゥイユ - 俳優
- マンスール・オジェ -実業家、大富豪。サウジアラビア系
- フランソワ・オゾン - 映画監督
- ジャック・オッフェンバック - 作曲家（出身はドイツ）
- リュシー・オブラック - 第二次世界大戦時の対独レジスタンス活動家。

### カ行
カ
- ジャン＝フィリップ・ガシアン - 卓球選手
- レティシア・カスタ - モデル
- マチュー・カソヴィッツ - 俳優・映画監督
- ヴァンサン・カッセル - 俳優
- アルベール・カミュ - 作家
- シャルル・カミュ - 数学者
- アンナ・ガリエナ - 女優。代表的な出演作に映画「髪結いの亭主」がある
- ジャン・カルヴァン - 宗教家
- アンリ・カルタン - 数学者
- エリ・カルタン - 数学者
- ピエール・カルダン - ファッションデザイナー
- アンリ・カルティエ＝ブレッソン - 写真家
- アントナン・カレーム - フランス料理のシェフ
- エヴァリスト・ガロア - 数学者
- ルイ・ガレル - 俳優

キ
- ピエール・キノン - 陸上競技選手
- ロベール・ギラン - ジャーナリスト
- ジャン・ギャバン - 俳優
- ローラン・ギャロス - 飛行家
- ジョゼフ・キュニョー - 軍事技術者
- シルバン・ギュントーリ - MotoGPレーサー

ク
- ジャン＝マルク・グーノン - 元F1ドライバー
- ピエール・ド・クーベルタン - 教育者、近代オリンピックの創設者
- シャルル・ド・クーロン - 物理学者
- エヴァ・グリーン - 女優
- ルネ・クルヴェル - 詩人、作家
- リチャード・クレイダーマン - 音楽家
- エディット・クレッソン - フランス初の女性首相
- オリヴィエ・グレフ - 作曲家
- クレモンティーヌ - 音楽家

ケ
- シャルロット・ゲンスブール - 女優
- セルジュ・ゲンスブール - 作曲家・歌手・俳優
- ルイジ・ケルビーニ - 作曲家（出身はイタリア）

コ
- カルロス・ゴーン - ルノー会長。レバノン系。ブラジルとの二重国籍。
- ポール・ゴーギャン - 画家
- シャルロット・コルデー - ジロンド派支持者。山岳派のリーダーであったジャン＝ポール・マラーを暗殺したことから現在、『暗殺の天使』と呼ばれている
- ジャン・コクトー - 作家・劇作家・映画監督
- ジャン＝リュック・ゴダール - 映画監督
- ジャン＝フィリップ・コラール - ピアニスト
- ジャン＝ポール・ゴルチエ - ファッションデザイナー
- ジャン＝バティスト・コルベール - 重商主義者、ルイ14世の財務総監

### サ行
サ
- フランソワーズ・サガン - 作家
- エリック・サティ - 作曲家
- マルキ・ド・サド - 文学者、性科学者
- ジャン＝ポール・サルトル - 哲学者
- カミーユ・サン＝サーンス - 作曲家
- アントワーヌ・ド・サン＝テグジュペリ - 作家・パイロット
- イヴ・サン＝ローラン - ファッションデザイナー

シ
- シャルル・ジェラール - 化学者
- アンドレ・ジッド - 小説家
- シモーヌ・シニョレ - 女優
- エミリー・シモン - 歌手・作曲家
- シルヴァン・シャヴァネル - 自転車ロードレースのプロ選手
- マルク・シャガール - 画家
- オリビエ・ジャック - ロードレース250ccチャンピオン
- クロード・ジャド - 女優
- ココ・シャネル - ファッションデザイナー、ナチス・ドイツ協力者
- ジャン＝ピエール・ジャブイーユ - 元F1ドライバー
- ジャン＝ピエール・ジャリエ - 元F1ドライバー
- フェルディナン・シュヴァル - 建築家
- ジャン・ピエール・ジュネ  - 映画監督
- ジョセッフ・ジュウベエル（英語版）（ジュベール） - 随筆家。道徳主義者である
- ピエール・ジュベール - イラストレーター
- ポール・シュメトフ - 建築家
- イヴァン・イワノヴィチ・ショパン（ロシア語版） - 帝政ロシアで活動した歴史家・民族学者。ロシア帰化人である
- ジャン＝ピエール・ジョッソー - 元レーシングドライバー
- ジャック・シラク - 政治家

ス
- スタンダール - 作家
- フィリップ・スタルク - インテリアデザイナー

セ
- ジャン＝ピエール・セール - 数学者
- ポール・セザンヌ -  画家
- フランソワ・セベール - 元F1ドライバー
- ジョニー・セルボ＝ギャバン - 元F1ドライバー

ソ
- エミール・ゾラ - 作家

### タ行
タ
- フローラン・ダバディー - 評論家
- ブアブダラ・ターリ - 陸上競技選手
- ダニエル・ダリュー - 女優
- ジャンヌ・ダルク - フランスにおける国民的英雄

チ
ツ
テ
- クリスチャン・ディオール - ファッションデザイナー
- db クリフォード - シンガーソングライター
- ドゥニ・ディドロ - 作家、哲学者
- ヨアン・ディニズ - 陸上競技選手
- ルネ・デカルト - 哲学者
- ギィ・デサップ - 画家
- アレクサンドル・デシャペル - 非公式のチェスの世界チャンピオン
- ヴィルジニー・デデュー - 元アーティスティックスイミング選手
- パトリック・デパイユ - 元F1ドライバー
- ポール・デュカス - 作曲家
- メリッサ・テュリオ - ジャーナリスト、ニュースキャスター
- エミール・デュルケーム - 社会学者
- トマ＝アレクサンドル・デュマ - 軍人
- マルグリット・デュラス - 作家
- ジュール・デュモン・デュルヴィル - 帝国時代の海軍士官。探検家でもあった

ト
- ラッジ・ドゥクレ - 陸上選手
- モーリス・トエスカ（フランス語版） - 作家。ジャーナリストとしても活動していた
- エドガー・ドガ -  画家
- シャルル・ド・ゴール - フランス第5共和制初代大統領
- カトリーヌ・ドヌーヴ - 女優
- クロード・ドビュッシー  - 作曲家
- ランディ・ド・プニエ - MOTOGPライダー
- ウジェーヌ・ドラクロワ - 画家
- レオ・ドリーブ - 作曲家
- フランソワ・トリュフォー - 映画監督
- フィリップ・トルシエ - 元サッカー日本代表監督
- ブノワ・トレルイエ - レーシングドライバー（フォーミュラ・ニッポンのチャンピオン経験者）
- アラン・ドロン - 俳優
- ナタリー・ドロン - 女優であり映画監督。アラン・ドロンとは元夫婦の関係であった

### ナ行
ナ
- ナポレオン3世 - フランス第二帝政の皇帝

ノ
- ノストラダムス - 占星術師

### ハ行
ハ
- ブレーズ・パスカル - 哲学者、数学者
- ジョルジュ・バタイユ - 作家
- オリビエ・パニス - 元F1ドライバー
- モーリス・パポン - 対独協力者
- ヴァネッサ・パラディ - 歌手・女優
- オノレ・ド・バルザック - 作家
- アンリ・バルテロット（英語版、ルーマニア語版） - 軍人。第一次世界大戦中に将軍として活動していた
- シルヴィ・ヴァルタン - 歌手
- バルテュス - 画家
- ブリジット・バルドー - 女優
- バルバラ - 歌手
- ジェロム・レ・バンナ - 格闘家

ヒ
- エディット・ピアフ - 歌手
- マリー・ピエルス - テニス選手
- ダニエル・ピクリ - 作家
- カミーユ・ピサロ -  画家
- フランソワ・ヴィドック - 犯罪者、私立探偵
- ティエリ・ビネロン - 陸上競技選手
- リシャール・ヴィランク - 自転車プロロードレース選手
- ジュリエット・ビノシュ - 女優
- ディディエ・ピローニ - 元F1ドライバー

フ
- ミシェル・フーコー - 哲学者
- ミレーヌ・ファルメール - 歌手、作詞家、作曲家
- キャロル・ブーケ - 女優
- ジャン・ベルナール・レオン・フーコー - 物理学者
- ジョゼフ・フーシェ - 政治家
- ナディア・ブーランジェ - 音楽教師。有名な作曲家や指揮者を世に送り出した。リリ・ブーランジェの実姉。
- リリ・ブーランジェ - 作曲家
- ジョゼフ・フーリエ - 数学者、物理学者
- ジュール・フェリー - 政治家
- ガブリエル・フォーレ - 作曲家
- ジャン・クロード・ニコラス・フォレスティエ - 造園家
- ロジェ・ブトリ - 作曲家
- アンリ・フネ - ナチス武装親衛隊SS大尉、騎士鉄十字章受章者
- ジャン・アンテルム・ブリア＝サヴァラン - 法律家・政治家。「美味礼讃」の著者
- ジュール・ブリュネ - フランス軍事顧問団の一人であり、榎本武揚がひきいる旧幕府軍に参加した人物
- ジャン・プルーヴェ - 建築家、デザイナー
- マルセル・プルースト - 作家
- カーラ・ブルーニ - モデル・歌手
- ルイ・ド・ラ・ブルドンネ - チェスの非公式世界チャンピオン
- ロベール・ブレッソン - 映画監督
- セレスタン・フレネ - 教育者
- セバスティアン・プロー - 福岡県で活躍するローカルタレント
- アラン・プロスト - 元F1ドライバー（チャンピオン経験者）、元F1チームオーナー

ヘ
- エマニュエル・ベアール - 女優
- アニエス・ベー - ファッションデザイナー
- サミュエル・ベケット - 劇作家
- アンリ・ペスカロロ - 元F1ドライバー、ル・マンチームオーナー
- フィリップ・ペタン - 軍人、政治家
- リュック・ベッソン - 映画監督
- シモーヌ・ペトルマン - 宗教研究家・哲学者
- ジャン＝ジャック・ベネックス- 映画監督
- オリビエ・ペリエ - 騎手
- ポール・ペリオ - 探検家、東洋学者
- ピエール・ベール - 哲学者、思想家
- ルイ＝アレクサンドル・ベルティエ - フランス帝国の元帥。ナポレオンの参謀長として活躍した
- ジャン＝ピエール・ベルトワーズ - 元F1ドライバー
- サラ・ベルナール - 舞台女優
- ジャン＝ポール・ベルモンド - 俳優
- エクトル・ベルリオーズ - 作曲家
- ピエール・ベンスーザン - ギタリスト

ホ
- アンリ・ポアンカレ - 数学者
- アレクサンドル・ボエリー - 作曲家。ピアニストでありオルガニストでもあった。教師としても活動していた
- シャルル・ボードレール - 詩人
- ジャン・ボダン - 経済学者
- アンリ＝ポール・アノタン - 建築家
- シャルル・リュシアン・ボナパルト - 生物学者、鳥類学者
- リュシアン・ボナパルト - 政治家
- ナポレオン・ボナパルト - 軍人・革命家。ナポレオン1世としてフランス第一帝政の皇帝に即位している
- ピエール・ド・ポリニャック - 貴族。モナコ公レーニエ3世の父に当たる。
- ミッシェル・ポルナレフ - シャンソン歌手、ピアニスト、作詞家、作曲家
- ジャン＝リュック・ポンティ - ヴァイオリニスト
- モーリス・メルロー＝ポンティ - 哲学者
- ステファン・ポンポニャック - ミュージシャン

### マ行
マ
- アンドレ・マジノ - 軍人。マジノ線の名の由来となった人物
- ブノワ・マジメル - 俳優
- ジュール・マスネ - 作曲家
- アンリ・マティス - 画家
- エドゥアール・マネ - 画家
- ステファヌ・マラルメ - 詩人
- マリー＝ポール・ベル - 歌手
- ソフィー・マルソー - 女優
- マルセル・マルソー - パントマイム
- オリヴィエ・マルティネス - 俳優
- ジャン＝ポール・マラー - 革命指導者。山岳派のリーダー。元は医師であった
- ピエール・ド・マリヴォー - 劇作家。小説家でもあった
- エティエンヌ＝ジュール・マレー - 生理学者
- ジャン＝パトリック・マンシェット - 作家

ミ
- ピエール・ミショー - 発明家・実業家。世界最初の量産自転車の開発者として知られている
- イローナ・ミトレシー - 歌手
- オノーレ・ミラボー - フランス革命の指導者
- ジャン＝フランソワ・ミレー - 画家

ム
- ピエール・ムニエ - 政治家

メ
- シャルル・メシエ - 天文学者
- モーリス・メルロ＝ポンティ - 哲学者

モ
- アブラーム・ド・モアブル　-　数学者
- ギ・ド・モーパッサン - 作家、詩人
- ポール・モーリア - 作曲家、指揮者、ピアニスト、チェンバロ奏者
- アントワネット・ド・モナコ - モナコ公家の公女。フランス第三共和政時代のパリ出身
- ギュスターヴ・モロー - 画家
- クリストフ・モロー  - 自転車プロロードレース選手
- ジャンヌ・モロー - 女優
- クロード・モネ -  画家
- モリエール - 劇作家
- ピエール・モリニエ - 画家
- ジャン＝マルク・モルメク - プロボクサー、元世界チャンピオン
- イヴ・モンタン - 歌手・俳優
- ミシェル・ド・モンテーニュ - 哲学者。モラリストでもある
- ユベール・モンテイエ - 作家
- シャルル・ド・モンテスキュー - 哲学者

### ヤ行
ユ
- ジョリス＝カルル・ユイスマンス - 作家
- ヴィクトル・ユーゴー - 作家
- モーリス・ユトリロ -  画家
- イザベル・ユペール - 女優

### ラ行
ラ
- ジョルジュ・ライエ - 天文学者
- モーリス・ラヴェル - 作曲家
- マルク・ラキーユ - 陸上競技選手
- ジュール・ラニョー - 教師・哲学者
- ルノー・ラビレニ - 陸上競技選手
- ジャン＝ピエール・ラファラン - 政治家
- ジャック・ラフィット - 元F1ドライバー
- ピエール＝シモン・ラプラス - 数学者
- カール・ラング - 政治家
- アルチュール・ランボー - 詩人
- ジャン＝イヴ・ランボー（フランス語版、英語版） - アニメーター・脚本家

リ
- ソニア・リキエル - ファッションデザイナー
- アルテュール・ド・リッシュモン - 軍人
- コリンヌ・リュシェール - 女優
- リュミエール兄弟 - シネマトグラフの創始者
- ジャン＝バティスト・リュリ - 作曲家（イタリア人だがフランスに帰化）

ル
- クロード・ルクトゥ - 文学研究者
- フィリップ・ルクレール - 軍人
- アンドレ・ルコント - パティシエ
- パトリス・ルコント - 映画監督
- アンリ・ルソー - 画家
- ジャン＝ジャック・ルソー - 哲学者
- レオン・ルテリエ  元漁師・作家
- ルイ・ルノー - ルノー創設者
- ルイ・ルノー - 法学者
- ジャン・ルノワール - 映画監督
- ピエール＝オーギュスト・ルノワール -  画家
- レイモン・ルフェーブル - 音楽家
- シモン・ド・ラ・ルベール - 外交官
- マリーヌ・ル・ペン - 政治家
- ガストン・ルルー - 作家

レ
- フランシス・レイ - 作曲家
- ジャン＝ピエール・レオ - 俳優
- レスリー・ジョーヌ - 陸上競技選手
- ジャン・レノ - 俳優

ロ
- アンリ・ド・トゥールーズ＝ロートレック - 画家
- セバスチャン・ローブ - ラリードライバー
- マリー・ローランサン -  画家
- オーギュスト・ロダン - 彫刻家
- ジョエル・ロブション - フランス料理のシェフ
- エリック・ロメール - 映画監督
- クロード・ロラン - 画家
- セゴレーヌ・ロワイヤル-　政治家
- ベルナール・ロワゾー - フランス料理のシェフ
- ロベール - 歌手
- ニコライ・ロマノヴィチ・ロマノフ（フランス語版、英語版） - ロシア帝位請求者の一人。ホルシュタイン＝ゴットルプ＝ロマノフ家の出自であり、分家の皇族からキリロヴィチ大公の後継者に選ばれている。また、ロマノフ家協会（ロシア語版、英語版）の総裁も務めていた

### ワ行
- ジャン＝フレデリック・ワルデック - 古物研究家、地図学者、芸術家、探検家

## 在外のフランス人
- マルクス・アウレリウス・アントニヌス - 第16代ローマ皇帝
- ステファン・ブリデ（フランス語版、ルーマニア語版、英語版） - 経済学者。セネガルの首都ダカール出身で、フランスとモルドバの二重国籍者でもある